# Lijst van bruggen over het Noordhollandsch Kanaal
Over het Noordhollandsch Kanaal liggen in totaal 32 bruggen. Opvallend zijn vooral de vlotbruggen over het kanaal tussen Alkmaar en Den Helder. Hieronder een overzicht van alle bruggen van zuid naar noord. Dienstbruggen en voetpaden over sluisdeuren bij de sluizen zijn in dit overzicht niet meegenomen. In de periode 2018 tot 2023 werd gewerkt aan de Hollandse Iepbrug, een voet- en fietsbrug ten zuiden van de Gerben Wagenaarbrug. Vanaf 2024 wordt er gebouwd aan de Elizabeth Admiraalbrug ter hoogte van wijk Elzenhagen, Amsterdam-Noord.
| Nr.: | Naam:                                           | Soort:                                               | Traject:                                                                          | Afbeelding: |
| ---- | ----------------------------------------------- | ---------------------------------------------------- | --------------------------------------------------------------------------------- | ----------- |
| 1    | Hollandse Iepbrug (Brug 2470)                   | fiets- en voetgangersbrug (brugtype)                 | Amsterdam-Noord (Laanweg)                                                         |             |
| 2    | Gerben Wagenaarbrug (Brug 357)                  | verkeersbrug (basculebrug)                           | Amsterdam-Noord (Havikslaan)                                                      |             |
| 3    | Jip Golsteijnbrug (Brug 968)                    | fiets- en voetgangersbrug (ophaalbrug)               | Amsterdam-Noord (Albatrospad)                                                     |             |
| 4    | Meeuwenpleinbrug (Brug 491)                     | verkeersbrug (basculebrug)                           | Amsterdam-Noord (Johan van Hasseltweg)                                            |             |
| 5    | Eva Schalkbrug (Brug 997)                       | fiets- en voetgangersbrug (liggerbrug)               | Amsterdam-Noord (Noorderpark)                                                     |             |
| 6    | Buiksloterdraaibrug (Brug 2205)                 | verkeersbrug (draaibrug)                             | Amsterdam-Noord (Buiksloterdijk)                                                  |             |
| 7    | Brug 970 (IJdoornlaanbrug)                      | verkeersbrug (ophaalbrug)                            | Amsterdam-Noord (Havikslaan)                                                      |             |
| 8    | Noordhollandschkanaalbrug                       | verkeersbrug (liggerbrug)                            | Ring Amsterdam                                                                    |             |
| 9    | Nelson Mandelabrug                              | verkeersbrug (liggerbrug)                            | Purmerend - Het Schouw (Laan der Continenten)                                     |             |
| 10   | Jan Blankenbrug                                 | verkeersbrug (3 basculebruggen)                      | Purmerend (Aziëlaan)                                                              |             |
| 11   | Spoorbrug Purmerend                             | spoorbrug (draaibrug)                                | Zaandam - Enkhuizen (Spoorlijn Zaandam - Enkhuizen)                               |             |
| 12   | Melkwegbrug                                     | fietsbrug en voetgangersbrug (draaibrug en boogbrug) | Purmerend (Melkweg)                                                               |             |
| 13   | Sluisbrug                                       | verkeersbrug (ophaalbrug)                            | Purmerend (Neckerdijk/straat)                                                     |             |
| 14   | Korporaal van de mariniers Jeroen Houwelingbrug | verkeersbrug (liggerbrug)                            | Amsterdam - Groningen                                                             |             |
| 15   | Kogerpolderbrug                                 | verkeersbrug (basculebrug)                           | West-Graftdijk - Assendelft (Provincialeweg)                                      |             |
| 16   | Leeghwaterbrug                                  | verkeersbrug (2 basculebruggen)                      | Alkmaar - Middenmeer (Ommering)                                                   |             |
| 17   | Friesebrug                                      | verkeersbrug (basculebrug)                           | Alkmaar (Frieseweg)                                                               |             |
| 18   | Ringersbrug                                     | fiets- en voetgangersbrug (draaibrug)                | Alkmaar                                                                           |             |
| 19   | Tesselsebrug                                    | verkeersbrug (ophaalbrug)                            | Alkmaar (Noorderstraat)                                                           |             |
| 20   | Victoriebrug                                    | fiets- en voetgangersbug (basculebrug)               | Alkmaar                                                                           |             |
| 21   | Spoorbrug over het Noordhollandsch Kanaal       | spoorbrug (ophaalbrug)                               | Amsterdam - Den Helder (Staatslijn K) Alkmaar - Hoorn (Spoorlijn Alkmaar - Hoorn) |             |
| 22   | Huiswaarderbrug                                 | verkeersbrug (basculebrug)                           | Alkmaar - Schagen (Huiswaarderweg)                                                |             |
| 23   | Vlielandbrug                                    | fiets- en voetgangersbug (basculebrug)               | Alkmaar                                                                           |             |
| 24   | Koedijkervlotbrug                               | fiets- en voetgangersbug (vlotbrug)                  | Koedijk                                                                           |             |
| 25   | Rekervlotbrug                                   | fiets- en voetgangersbug (vlotbrug)                  | Koedijk                                                                           |             |
| 26   | Schoorldammerbrug                               | verkeersbrug (ophaalbrug)                            | Schoorldam - Alkmaar (Kanaalweg)                                                  |             |
| 27   | Burgervlotbrug                                  | verkeersbrug (vlotbrug)                              | Burgervlotbrug - Burgerbrug (Burgerweg)                                           |             |
| 28   | Sint Maartensvlotbrug                           | verkeersbrug (vlotbrug)                              | Sint Maartenszee - Sint Maartensbrug (Sint Maartensweg)                           |             |
| 29   | Stolperbasculebrug                              | verkeersbrug (basculebrug)                           | De Stolpen - Schagen (Provincialeweg)                                             |             |
| 30   | Vlotbrug 't Zand                                | verkeersbrug (vlotbrug)                              | 't Zand (Keinsmerweg)                                                             |             |
| 31   | Koegrasbrug                                     | spoorbrug (ophaalbrug)                               | Amsterdam - Den Helder (Staatslijn K)                                             |             |
| 32   | Kooybrug                                        | verkeersbrug (basculebrug)                           | De Kooy - Den Oever (Touwslagerweg)                                               |             |
| 33   | Brug Koopvaardersschutsluis                     | verkeersbrug (basculebrug)                           | Nieuwe Haven - Den Helder (Het Nieuwe Werk)                                       |             |